# Mastersiella
Mastersiella là một chi thực vật có hoa trong họ Restionaceae.